# Šarbergen

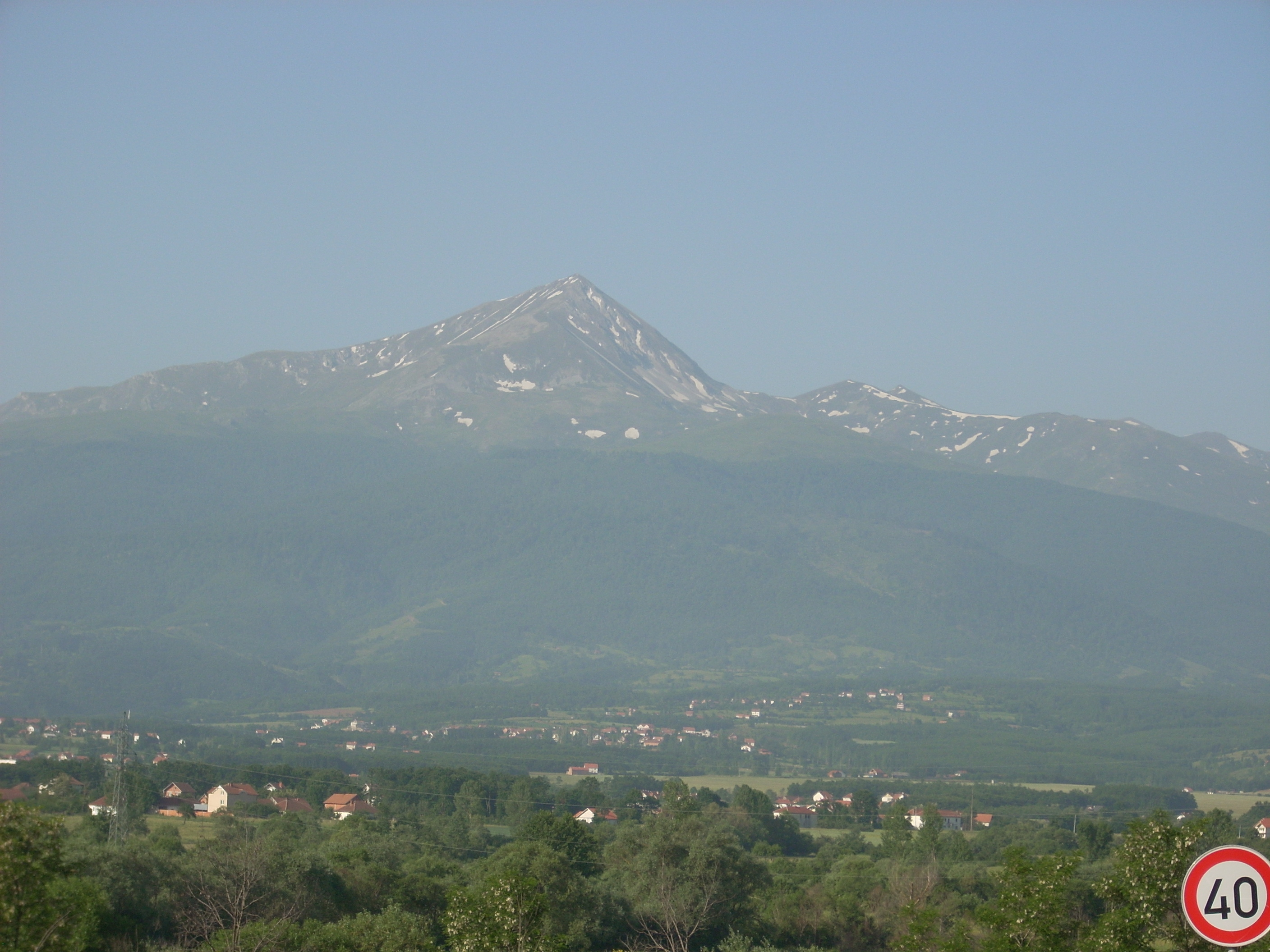
Bergstoppen Ljuboten (Maja e Lubotenit) sett från Gërlica, Kosovo.

Šarbergen (makedonska: Шар Планина/Šar Planina (fil), kortnamn Шара/Šara albanska: Malet e Sharrit och latin: Scardus mons), tidigare känd som Shar Dagh i Osmanska riket, är ett bergsmassiv, av paleozoiska skiffrar och kalksten, som sträcker sig från nordöstra Albanien via södra Kosovo till nordvästra Nordmakedonien.

## Geografi
Šarbergen täcker en sammanlagd yta av 1 600 km². 56,25 procent av denna yta är i Nordmakedonien, 43,12 procent i Kosovo och 0,63 procent i Albanien. Bergskedjan är cirka 80 km långt och 10–20 km brett och har flera höga toppar.
- Titov Vrv betyder "Titos höjd" och är den högsta bergstoppen (2 748 m)
- Mal Turčin (Mali Turčin) (2 702 m)
- Bakrdan (2 700 m)
- Rudoka (Dzini Beg) (2 610 m)
- Crni vrh (Maja e Zezë) (2 585 m)
- Kobilica (Kobilicë) (2 528 m)
- Piribeg (2 522 m)
- Ljuboten (Maja e Lubotenit)  (2 498 m)
- Maja Livadh (Livadički Breg) (2 497 m)
- Maja e Kallabakut (Kalabak/Halabak) (2 174 m)
- Maja Ksulje e Priftit (Šerupa) (2 092 m)

Šarbergen utbreder sig i sydväst mot berget Korab och vidare mot Albanien.